# Goražde
Goražde er en by og en kommune i Øst-Bosnien ved Drina-floden. Foreløbige tal fra folketællingen i 2013 viste at Goražde havde 22. 080indbyggere.
Under Krigen i Bosnien-Hercegovina var det en af de tre byer som sammen med Srebrenica og Žepa var omringet af serbiske militære styrker. Etter krigens slut var byen den eneste som ikke ble etnisk udrenset af de tre. Et led i Daytonaftalen sikret byen en tryg korridor til den Bosniesk-kroatiske føderastion.
Den danske UFC-kæmper Damir Hadzovic blev født i denne by og flygtede derfra som 6-årig med sin familie i 1992.

## Referanser
1. ↑  PRELIMINARNI REZULTATI. Popisa stanovništva, domaćinstava i stanova u Bosni i Hercegovini 2013. PRELIMINARY RESULTS. Of the 2013 Census of Population, Households and Dwellings in Bosnia and Herzegovina Arkiveret 23. november 2018 hos  Wayback Machine, Sarajevo: Agencija za statistiku BiH, 2013, s. 8.

43°40′00″N 18°58′40″Ø / 43.6667°N 18.9778°Ø